# The Unforgiven (single)
"The Unforgiven" is een nummer van de Amerikaanse heavymetalband Metallica. "The Unforgiven" is de derde single van het album Metallica. Het nummer is op 28 oktober 1991 wereldwijd uitgebracht op single en is een van de langzamere nummers van Metallica. Drummer Lars Ulrich verklaarde dat de band iets nieuws wilde in de vorm van een ballad. Normaal bestaat een klassieke ballad uit rustige strofes en een krachtig refrein, maar bij dit lied draaide de band het concept om. Het refrein is rustig gezongen en de strofes zijn zwaar. Het nummer werd dan ook deels met klassieke gitaren gespeeld in plaats van de gebruikelijke elektrische gitaren. Het nummer kent twee opvolgers in "The Unforgiven II" van het album ReLoad uit 1997 en "The Unforgiven III" van het album Death Magnetic uit 2008.
Het tweede nummer op de uitgebrachte cd-single, vinyl maxi single en cassette-single  heet "Killing Time" en is een cover van Sweet Savage, een voormalige band met onder andere Vivian Campbell van Dio en Def Leppard.

## Vervolgsingles
- The Unforgiven II (1997)
- The Unforgiven III (2008)

## NPO Radio 2 Top 2000
| Nummer met noteringen in de NPO Radio 2 Top 2000 | '16 | '17 | '18 | '19 | '20 | '21 | '22 | '23 | '24 |
| ------------------------------------------------ | --- | --- | --- | --- | --- | --- | --- | --- | --- |
| The Unforgiven                                   | 327 | 296 | 305 | 225 | 274 | 205 | 205 | 218 | 279 |

1. ↑  Een vetgedrukt getal geeft de hoogste notering aan.
2. ↑  2016 was het eerste jaar met een notering voor dit nummer.